# Giovanni Antonio Nicolini da Sabbio

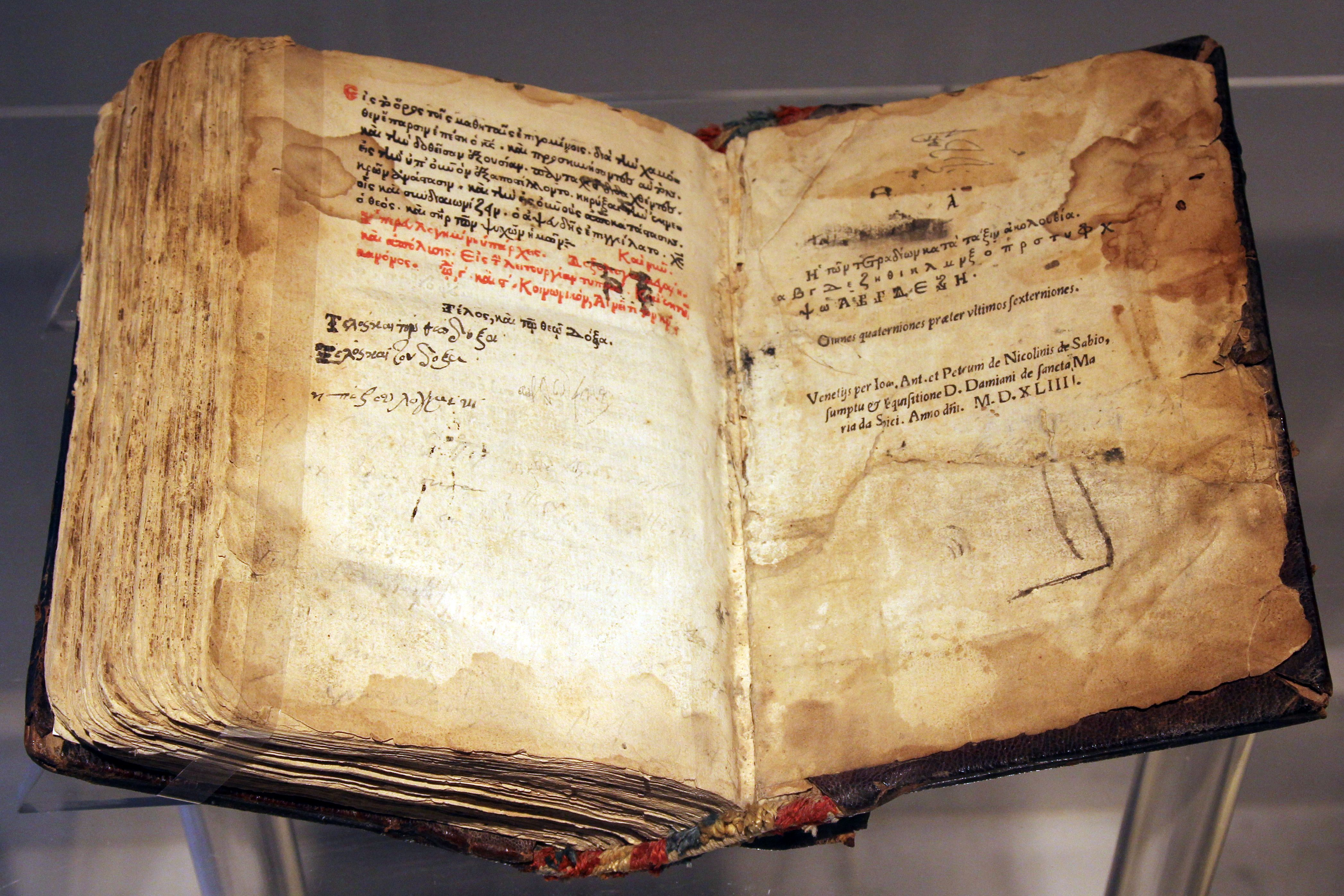
Pentekostarion, Venedig, 1544

Giovanni Antonio Nicolini da Sabbio (* um 1500, Sabbio Chiese; † 1546/47, Venedig) war ein italienischer Drucker.
Er wurde wahrscheinlich kurz vor 1500 in Sabbio Chiese, einer kleinen Stadt bei Brescia, geboren. Er war der älteste Sohn von Torrino Nicolini und Bruder von Stefano, Pietro, Giacomo, Lodovico und Giovanni Maria.
Er ging nach Venedig und gründete dort eine Druckerei, in der einige Brüder mitwirkten.
Für 1512 ist der erste Druck unter ihrem Namen (Zuane Antonio & fradelli da Sabio) datiert, möglicherweise ein Druckfehler für 1522. In der Folgezeit erschienen zahlreiche Drucke in italienischer, lateinischer und griechischer Sprache unter seinem Namen.
Giovanni Antonio wurde mehrfach in Akten der Stadt erwähnt.
Ende 1546 oder Anfang 1547 starb er in Venedig.
Die Druckerei wurde durch Pietro und Giovanni Maria weitergeführt.